# Carlos Alberto Alvaro de Oliveira
Carlos Alberto Alvaro de Oliveira (Rio Grande, 14 de outubro de 1942 — Porto Alegre, 15 de dezembro de 2013), foi um professor universitário, jurista e desembargador brasileiro. Aprofundou o estudo das relações entre o Processo Civil e a Constituição Federal. Notabilizou-se por criar a tese do “Formalismo-Valorativo” no processo civil, refletida em disposições do Código de Processo Civil (CPC) de 2015. Integrou e coordenou o Programa de Pós-Graduação em Direito da UFRGS, no qual orientou mestres e doutores.

## Biografia
Nasceu na cidade do Rio Grande, interior do Estado do Rio Grande do Sul, em 14 de agosto de 1942, filho de Carlos Henrique Miller de Oliveira e Dinah Alvaro de Oliveira. Viveu em Porto Alegre, onde faleceu, na madrugada do dia 15 de dezembro de 2013 . Era casado em segundas núpcias com Christine Klein de Oliveira. Teve seis filhos do primeiro matrimônio: Luís Arthur, Christine, Karla, Carlos Alberto Jr., Michel e Carlos.

## Formação e Carreira
Durante a infância, nos períodos de férias, frequentava, em Rio Grande, a Bibliotheca Rio-Grandense, instituição fundada em 1846 e dotada de acervo de mais de 400 mil volumes, é considerada a maior e mais antiga biblioteca do Estado do Rio Grande do Sul.
Cursou o bacharelado em Ciências Jurídicas e Sociais na Universidade Católica de Pelotas (UCPel),  entre 1963 e 1967. Correspondia-se com grandes juristas de sua época, entre eles, Pontes de Miranda.
Em 1971, transferiu-se para Porto Alegre, onde, além de trabalhar como advogado em causas importantes, passou a desenvolver a atividade acadêmica . 
Frequentou o Curso de Mestrado em Direito Processual Civil na Escola Oswaldo Vergara da OAB/RS, travando contato com o Professor Galeno Lacerda (1921-2012), por indicação de quem escreveu o pioneiro ensaio “Alienação da coisa litigiosa”.
Realizou o curso de Doutoramento na Universidade de São Paulo (USP), entre 1989 e 1996, sob a orientação do Professor Cândido Rangel Dinamarco. Conquistou o título de Doutor em Direito defendendo a tese intitulada “Do formalismo no processo civil”, obra cuja versão publicada foi agraciada, em 1999, com a Medalha-Mérito Pontes de Miranda da Academia Brasileira de Letras Jurídicas (ABLJ) . Efetuou estágio de Pós-Doutoral na Universidade de Roma "La Sapienza", Itália (2007), onde foi professor-visitante.
Ingressou carreira docente da Faculdade de Direito da Universidade Federal do Rio Grande do Sul (UFRGS) por concurso público, como Auxiliar de Ensino (1990-1996). Também mediante concurso público, alcançou o cargo de Professor Titular (1996-2011), atuando nos Cursos de Graduação e de Pós-Graduação dessa instituição. Coordenou o Programa de Pós-Graduação em Direito da Faculdade de Direito da UFRGS (biênio 2010-2011). Orientou, no Programa de Pós-Graduação da Faculdade de Direito da UFRGS, entre os anos de 2000 e 2011, 36 mestres e 13 doutores. Ainda, criou o Curso de Especialização em Direito Processual Civil dessa mesma instituição, do qual foi coordenador acadêmico durante muitos anos, catalisando grandes nomes do processo civil nacional e internacional, sob a égide do “método zetético”, por ele empregado, conforme lembra Hermes Zaneti Jr..
Além de vários ensaios publicados em vários idiomas, publicou diversos livros, com destaque para a obra “Do formalismo no processo civil”, traduzida para o espanhol e para o italiano. Traduziu ainda, do italiano, obras de Mauro Cappelletti (“Juízes legisladores?”, 1993; “Juízes irresponsáveis?”, 1989) e, do alemão, ensaio de Alois Troller (“Dos fundamentos do formalismo processual civil”, 2009). Amigo e incentivador de seus alunos, coordenou coletâneas sobre teoria geral do processo (1997), prova cível (duas edições, 1999 e 2005), processo e Constituição (2004), eficácia e coisa julgada (2006) e duas sobre reforma da execução civil (2006 e 2007). Além dessas coletâneas, organizou, traduziu e coordenou os trabalhos de tradução de vários ensaios de Nicola Picardi (“Jurisdição e Processo”, 2008). Muito querido e admirado na comunidade acadêmica, como recorda Daniel Mitidiero, foi homenageado com duas Jornadas Processo e Constituição promovidas pela Faculdade de Direito da UFRGS (2004 e 2012), com uma coleção de livros (Coleção Alvaro de Oliveira Estudos de Processo e Constituição, publicada em Porto Alegre pela Livraria do Advogado) e com uma coletânea de ensaios (“Processo civil: Estudos em homenagem ao Professor Doutor Carlos Alberto Alvaro de Oliveira”, 2012).
Exerceu a advocacia por mais de 40 anos. Atuou como parecerista. Desempenhou o cargo de Desembargador do Tribunal de Justiça do Estado Rio Grande do Sul (1999-2004), tendo sido nomeado pelo quinto constitucional na classe dos advogados . Integrou, principalmente, a 6ª Câmara Cível e o 3º Grupo Cível dessa corte.
Foi membro da International Association of Procedural Law (IAPL), do Instituto Iberoamericano de Direito Processual (IIDP) e do Instituto Brasileiro de Direito Processual (IBDP)  . Integrou o Instituto dos Advogados do Rio Grande do Sul (IARGS), tendo participado de sua diretoria.

## Prêmios[16]
- 2003 — Medalha João Bonumá, Centro Acadêmico da Faculdade de Direito da UFSM, RS
- 2002 — Comenda Maurício Cardoso, Centro Acadêmico da Faculdade de Direito PUC/RS
- 1999 — Medalha-Mérito Pontes de Miranda, Academia Brasileira de Letras Jurídicas[9]
- 1995 — Comenda Oswaldo Vergara, Conselho Seccional da OAB/RS
- 1992 — Troféu-Destaque 1992, Câmara de Comércio da cidade de Rio Grande/RS

## Obras[16]

### Livros
1. Il formalismo nel processo civile (proposta di un formalismo-valutativo), trad. Cristina Asprella e prefácio de Nicola Picardi, Milano: Giuffrè, 2013.
2. Curso de Processo Civil, São Paulo: Atlas, vol. 2, 2012 (em coautoria com Daniel Mitidiero).
3. Curso de Processo Civil, São Paulo: Atlas, vol. 1, 1. ed. 2010; 2. ed., 2012 (em coautoria com Daniel Mitidiero).
4. Teoría y Práctica de la Tutela Jurisdiccional, trad. Juan José Monroy Palacios, Lima (Perú): Communitas, 2008.
5. Teoria e Prática da Tutela Jurisdicional, Rio de Janeiro: Forense, 2008.
6. Del formalismo en el proceso civil (propuesta de un formalismo-valorativo), trad. Juan José Monroy Palacios, Lima (Perú): Palestra, 2007.
7. A Tutela de Urgência e o Direito de Família, São Paulo: Saraiva, 1998.
8. Do Formalismo no processo civil, São Paulo: Saraiva, 1. ed., 1997; 4. ed., 2010.
9. Comentários ao Código de Processo Civil , Rio de Janeiro: Forense, vol. VIII, tomo II, 1. ed., 1988; 8. ed., 2007 (em coautoria com Galeno Lacerda).
10. Alienação da Coisa Litigiosa. Rio de Janeiro: Forense, 1. ed., 1984; 2. ed., 1986.

### Organização de Coletâneas
1. A nova execução de títulos extrajudiciais, Rio de Janeiro: Forense, 2007.
2. A nova execução : Comentários à Lei nº 11.232, de 22 de dezembro de 2005, Rio de Janeiro: Forense, 2006.
3. Eficácia e coisa julgada, Rio de Janeiro: Forense, 2006.
4. Processo e Constituição, Rio de Janeiro: Forense, 2004.
5. Prova Cível, Rio de Janeiro: Forense, 1. ed., 1999; 2. ed., 2005.
6. Elementos para uma nova teoria geral do processo, Porto Alegre: Livraria do Advogado, 1997.
7. Processo de Execução : Estudos em homenagem ao Prof. Alcides de Mendonça Lima, Porto Alegre: Fabris, 1995 (em coautoria com Araken de Assis).
8. Saneamento do Processo : Estudos em homenagem ao Prof. Galeno Lacerda, Porto Alegre: Fabris, 1989.

### Traduções
1. ALOIS TROLLER, Dos fundamentos do formalismo processual civil, Porto Alegre: Fabris, 2009. (tradução do alemão)
2. NICOLA PICARDI, Jurisdição e processo, Rio de Janeiro: Forense, 2008 (tradução do italiano, revisão técnica da tradução e prólogo).
3. MAURO CAPPELLETTI, Juízes Legisladores?, Porto Alegre: Fabris, 1993. (tradução do italiano)
4. MAURO CAPPELLETTI,  Juízes Irresponsáveis?, Porto Alegre: Fabris, 1989. (tradução do italiano)

### Artigos (seleção)
1. Escopo jurídico do processo. Revista de Processo, v. 203, p. 305-317, 2012.
2. Sentença arbitrária. Revista de Processo, v. 204, p. 33-50, 2012.
3. El proceso civil en la perspectiva de los derechos fundamentales. Revista Jurídica del Perú, v. 119, p. 297-307, 2011.
4. Presunções e ficções no direito probatório. Revista de Processo, v. 196, p. 10-20, 2011.
5. Processo civil brasileiro e codificação. Revista de Processo, v. 179, p. 261-271, 2010.
6. El formalismo-valorativo frente al formalismo excesivo. Revista Jurídica del Perú, v. 113, p. 291-310, 2010.
7. El derecho a la tutela jurisdicional efectiva desde la perspectiva de los derechos fundamentales. Revista de Derecho (Valdivia. Impresa), v. 32, p. 185-201, 2009.
8. Observações sobre a confiabilidade da justiça brasileira. Ajuris (Porto Alegre) (Cessou em 1998. Cont. ISSN 1679-1363 Revista da Ajuris), v. 115, p. 353-358, 2009.
9. Os direitos fundamentais è efetividade e à segurança em perspectiva dinâmica. Revista Forense, v. 395, p. 35-51, 2008.
10. Ainda o problema da classificação quinária das tutelas jurisdicionais. Revista Magister de Direito Civil e Processual Civil, v. 24, p. 98-110, 2008.
11. Tutela declaratória executiva?. Revista do Advogado (São Paulo), São Paulo SP, v. 85, p. 36-43, 2006.
12. O formalismo-valorativo no confronto com o formalismo excessivo. Revista de Processo, São Paulo, v. 137, p. 7-32, 2006.
13. Tutela declaratória executiva?. Juris Plenum, Caxias do Sul, v. 11, p. 11-20, 2006.
14. Direito material, processo e tutela jurisdicional. Revista Forense, Rio de Janeiro RJ, v. 386, p. 25-50, 2006.
15. Efetividade e tutela jurisdicional. Revista dos Tribunais (São Paulo), São Paulo, v. 836, p. 11-33, 2005.
16. Formas de tutela jurisdicional no chamado processo de conhecimento. Revista da Associação dos Juízes do Rio Grande do Sul, Porto Alegre, v. 100, p. 59-72, 2005.
17. Poderes del juez y visión cooperativa del proceso. Revista Iberoamericana de Derecho Procesal, Buenos Aires, v. 4, p. 31-70, 2004.
18. O processo civil na perspectiva dos direitos fundamentais. Revista Brasileira de Direito Comparado, Rio de Janeiro RJ, v. 24, p. 81-101, 2003.
19. O problema da eficácia da sentença. Revista de Processo, São Paulo SP, v. 112, p. 9-22, 2003.
20. Poderes do juiz e visão cooperativa do processo. Revista da Associação dos Juízes do Rio Grande do Sul, Porto Alegre, v. 90, p. 55-84, 2003.
21. Mauro Cappelletti and the brazilian procedural law. Revista da Faculdade de Direito da UFRGS, Porto Alegre, p. 135-142, 2002.
22. Mauro Cappelletti e o Direito Processual Brasileiro. Revista da Faculdade de Direito da UFRGS, Porto Alegre, v. 20, p. 45-50, 2001.
23. A urgência e o direito de família (as chamadas medidas provisionais do artigo 888 do CPC). Revista da Faculdade de Direito da UFRGS, Porto Alegre, v. 18, p. 25-34, 2000.
24. Garantia do contraditório. Revista Forense, Rio de Janeiro RJ, v. 346, p. 9-19, 1999.
25. Efetividade e Processo de Conhecimento. Revista de Processo, São Paulo SP, v. 96, p. 59-69, 1999.
26. Perfil Dogmático da Tutela de Urgência. Revista Forense, v. 342, p. 13-28, 1998.
27. Alcance e Natureza da Tutela Antecipatória. Ajuris (Porto Alegre), v. 66, p. 202-211, 1996.
28. Execução de Título Judicial e Defeito ou Ineficácia da Sentença. Revista de Processo, v. 80, p. 64-74, 1995.
29. Efetividade e Processo Cautelar . Revista da Faculdade de Direito da UFRGS, v. 10, p. 175-179, 1994.
30. A evolução do direito privado e os princípios contratuais. Revista Forense, v. 328, p. 25-29, 1994.
31. Jurisdição e Administração . Revista de Informação Legislativa, v. 199, p. 217-232, 1993.
32. O Juiz e o Princípio do Contraditório . Revista de Processo, v. 71, p. 31-38, 1993.
33. Proceso e Ideologia en el Proceso Brasileño Actual. Justicia, Barcelona, p. 189-195, 1989.
34. A Ação Cautelar de Alimentos e a nova Constituição. Revista de Processo, v. 55, p. 98-102, 1989.
35. A Tutela Cautelar Antecipatória e os Alimentos Initio Litis. Revista de Processo, v. 49, p. 91-105, 1988.
36. Arrolamento Cautelar. Ajuris (Porto Alegre), v. 40, p. 113-127, 1987.
37. Sentença Constitutiva e Volta ao Estado Anterior. Revista Instituto dos Advogados do Rio Grande do Sul, Porto Alegre, 1986.
38. Considerações sobre a Tutela Cautelar . Ajuris (Porto Alegre), v. 37, p. 159-165, 1986.
39. Procedimento e Ideologia no Direito Brasileiro Atual. Ajuris (Porto Alegre), Porto Alegre, v. 33, p. 79-85, 1985.
40. Processo Civil e Constituição. Revista Instituto dos Advogados do Rio Grande do Sul, v. 06, 1985.

### Capítulos de livros (seleção)
1. Carlos Alberto Alvaro de Oliveira; MITIDIERO, Daniel Francisco . O Direito Fundamental ao Contraditório e sua Centralidade no Processo Coletivo. In: ARAKEN DE ASSIS; CARLOS MOLINARO; LUIZ M. GOMES JR.; MARIÂNGELA MILHORANZA. (Org.). Processo coletivo e outros temas de direito processual. Porto Alegre : Livraria do Advogado Editora, 2012, p. 95-100.
2. La fiabilité de la justice. In: Michel Fromont; Marie-Anne Frison-Roche; Thales Morais da Costa; Gustavo Vieira da Costa Cerqueira; Bibiana Graeff; Tanísia Martini Vilariño. (Org.). Droit français e droit brésilien perspectives nationales e comparées. 1ªed.Bruxelles: Bruylant, 2012, v. , p. 539-546.
3. Notas sobre la tutela de urgencia. In: Renzo Cavani Brain. (Org.). Estudios sobre las medidas cautelares en el proceso civil: 2011, v. , p. 275-300.
4. La semejanza en la discordancia jurisprudencial a efectos del recurso especial y de los embargos de divergencia y la logica. In: Renzo Cavani Brain. (Org.). Estudios sore los medios impugnativos en el proceso civil. Lima Peru: Gaceta Juridica, 2011, v. , p. 109-127.
5. Carlos Alberto Alvaro de Oliveira. Cappelletti e o direito processual brasileiro. In: Hermes Zaneti Jr.. (Org. e Trad;). Processo, ideologias e sociedade, 2009, v. 2, p. 7-16.
6. A semelhança no díssidio jurisprudencial para efeitos de recurso especial e embargos de divergência e a lógica. In: Adroaldo Furtado Fabrício. (Org.). Meios de impugnação ao julgado civil estudos em homenagem a José Carlos Barbosa Moreira. 1ªed.Rio de Janeiro: Editora Forense, 2007, v. unico, p. 129-146.
7. Considerazioni intorno all´efficacia della sentenza. In: Vincenzo Ferrari. (Org.). Studi di diritto processuale civile in onore di Giuseppe Tarzia. Milão: Giufrè ed., 2005, v. 2, p. 919-936.
8. Livre apreciação da prova: perspectivas atuais. In: Carlos Alberto Alvaro de Oliveira. (Org.). La prueba homenage al maestro Hernando Devis Echandía. Bogotá: Universidad Libre, 2002, v. , p. 599-614.
9. Problemas atuais da livre apreciação da prova. In: Carlos Alberto Alvaro de Oliveira. (Org.). Prova Cível. 1ªed.Rio de Janeiro RJ: Cia. Editora Forense, 1999, v. , p. 45-58.
10. Título Executivo. In: Carlos Alberto Alvaro de Oliveira. (Org.). Elementos para uma nova teoria geral do processo. Porto Alegre: Livraria do Advogado Editora, 1997, v. , p. 351-360.
11. A ação coletiva de responsabilidade civil e seu alcance. In: BITTAR, Carlos Alberto (coord.) Responsabilidade civil por danos a consumidores, São Paulo: Saraiva, 1992. p. 87-116.
12. Notas sobre o conceito e a função normativa da nulidade (lendo um livro de Herbert L. A. Hart). In: Carlos Alberto Alvaro de Oliveira. (Org.). Saneamento do Processo Estudos em homenagem ao Prof. Galeno Lacerda. Porto Alegre: Sergio Antonio Fabris editor, 1989, v. , p. 131-140.

### Livros e artigos em homenagem a Carlos Alberto Alvaro de Oliveira
1. DANIEL MITIDIERO; GUILHERME RIZZO AMARAL (coord.); MARIA ANGÉLICA ECHER FERREIRA FEIJÓ (org.), Processo civil : homenagem ao Professor Doutor Carlos Alberto Alvaro de Oliveira, São Paulo: Atlas, 2012.
2. DANIEL MITIDIERO, “Carlos Alberto Alvaro de Oliveira”, Revista de Processo, vol. 228(fev./2014): 471-472.
3. FREDIE DIDIER JR., “Carlos Alberto Alvaro de Oliveira, um testemunho”, Revista de Processo, vol. 228(fev./2014):473-475.
4. HERMES ZANETI JR., “Carlos Alberto Alvaro de Oliveira, verdade e magister dixit”, Revista de Processo, vol. 228(fev./2014):477-479.
5. GUILHERME RIZZO AMARAL, “Apresentação”, in: DANIEL MITIDIERO; GUILHERME RIZZO AMARAL (coord.); MARIA ANGÉLICA ECHER FERREIRA FEIJÓ (org.), Processo civil: homenagem ao Professor Doutor Carlos Alberto Alvaro de Oliveira, São Paulo: Atlas, 2012, pp. ix-xii.